# Огарково (Ярославская область)
Огарково — село, центр Огарковского сельского поселения Рыбинского района Ярославской области.
Село расположено на обоих берегах реки Нахта, при её пересечении с автомобильной трассой Р104 Рыбинск-Пошехонье, на расстоянии 17 км от Рыбинска. Следующая деревня в сторону Пошехонья — Лаврентьево, а в сторону Рыбинска - Дымовское.  Устье реки, при её впадении в Рыбинское водохранилище расположено примерно в 2 км к западу. Некоторые топокарты показывают Огарково на правом берегу реки, а поселение на левом называет деревней Гавриловка. Очевидно, что Гавриловка вошла в состав Огарково. Другие карты и современные документы деревню Гавриловка не называют, но центральная улица Огарково называется Гавриловской. На правом берегу Нахты, выше по течению расположена деревня Косково. В настоящее время Огарково и Косково —  единственные населённые пункты на берегах Нахты. На места исчезнувших деревень указывают урочища Белавино, на правом берегу, между Огарково и устьем - Ладыгино, примерно в 4 км выше Косково. Село располагается в лесной местности, сельскохозяйственные угодья имеются только вокруг деревень. 
Село Агарково и деревня Гавриловская указаны на плане Генерального межевания Рыбинского уезда 1792 года.
В Огарково находится разрушенная церковь Воскресения Христова, построенная в 1787г. - 1799г. Она объявлена памятником истории и культуры Рыбинского района.
Село обслуживает почтовое отделение Милюшино. По почтовым данным в селе 3 улицы: Гавриловская (80 домов), Центральная (4 дома), Казанская (7 домов) .

## Население
| 1859 | 1914 | 2002 | 2007 | 2010 |
| ---- | ---- | ---- | ---- | ---- |
| 142  | ↘137 | ↗183 | ↘173 | ↘171 |

На 1 января 2007 года в селе числилось 173 постоянных жителя . 